# Weißenkirchen im Attergau
Weißenkirchen im Attergau osztrák község Felső-Ausztria Vöcklabrucki járásában. 2018 januárjában 964 lakosa volt.

## Elhelyezkedése

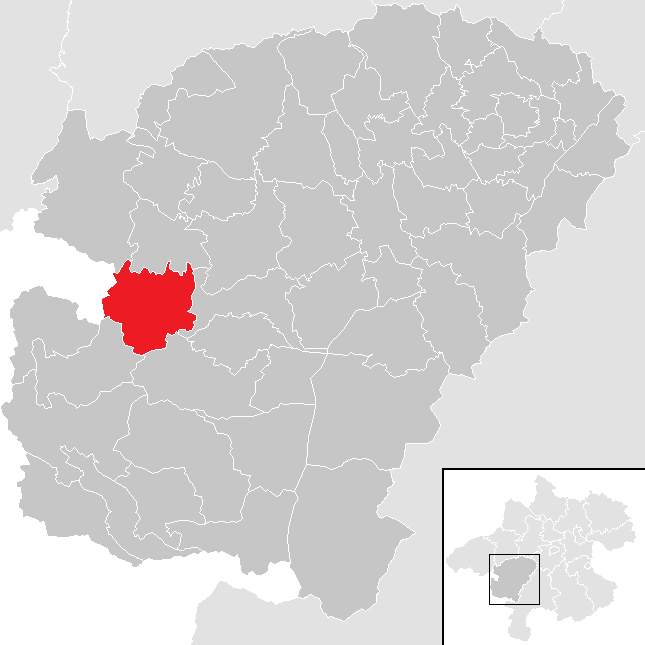
Weißenkirchen im Attergau a Vöcklabrucki járásban

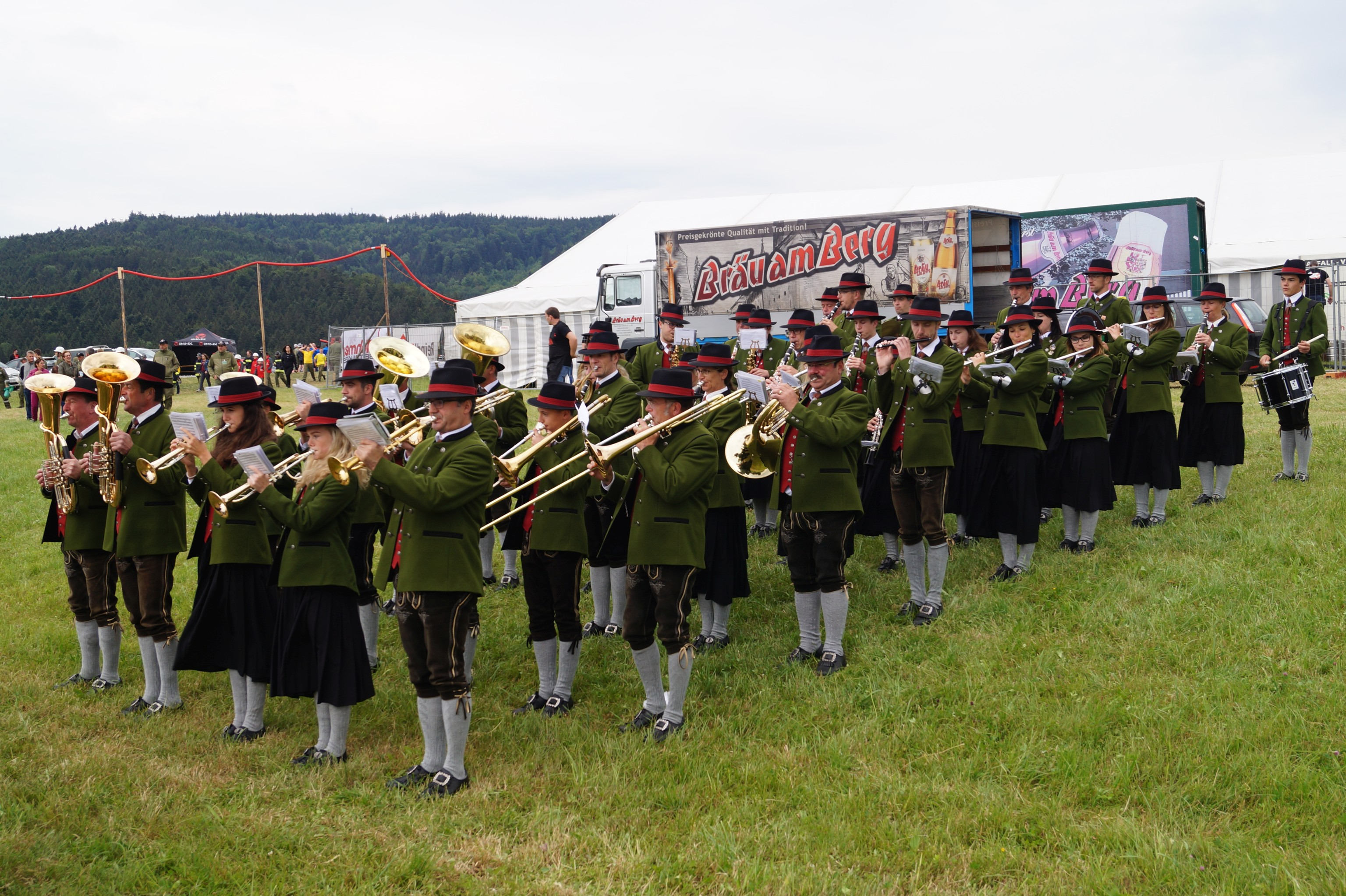
A weißenkircheni fúvószenekar

Weißenkirchen im Attergau Felső-Ausztria Hausruckviertel régiójában, a Salzkammergut tóvidékén, az Attersee és az Irrsee között helyezkedik el. Legfontosabb folyóvize a Dürre Sprenzl. Területének 53,9%-a erdő, 41,9% áll mezőgazdasági művelés alatt. Az önkormányzat 19 településrészt és falut egyesít: Angern (5 lakos 2018-ban), Brandstatt (53), Egg (49), Freudenthal (4), Geßlingen (80), Giga (26), Haitigen (48), Hölleiten (75), Pabigen (55), Reittern (57), Röth (99), Stadln (64), Steinwand (62), Truchtlingen (38), Tuttingen (30), Vöcklatal (61), Weißenkirchen im Attergau (31), Wieneröth (47) és Ziegelstadl (80). 
A környező önkormányzatok: északnyugatra Pöndorf, északra Frankenmarkt, keletre Berg im Attergau, délkeletre Straß im Attergau, délnyugatra Zell am Moos, nyugatra Straßwalchen (Salzburg tartomány).

## Története
A germán bajorok a 6. században települtek be a mai Weißenkirchen területére; kiirtották az erdőt, és gazdálkodtak a földeken. Az -ing végződésű helynevek erre az első betelepülési hullámra emlékeztetnek. A második hullámra a 11-12. században került sor; az ekkor alapított falvak közé tartozik Röth vagy Reittern.
A település eredeti neve St. Margarethen am Walde volt, csak a 15. századtól kezdték Weißenkirchenként (fehér templom) emlegetni, ami feltehetően arra utal, hogy ekkoriban váltotta fel a korábbi fatemplomot kőtemplom. A legenda szerint a templomot eredetileg Tuttingenben akarták felépíteni, de az összegyűjtött építőanyag csodálatos módon átkerült a mai, dombtetőn levő helyszínre, így végül ott emeltek épületet. 
Az ellenreformáció utáni katolikus vallásos buzgalom időszakában a templom egy második védőszentet kapott, Szt. Leonhardot és egyben kegytemplommá minősítették. Népszerű zarándokhelynek bizonyult, 1711-ben például a közeli St. Georgenből szerveztek ide zarándokutat, hogy elhárítsák a marhavészt. Ebben a korban kezdték megtartani a Leonhard-lovaglás nevű lovas felvonulást. A zarándoklatokat II. József betiltotta és a hagyomány csak 1924-ben újult meg ismét.
1777 a weißenkircheni egyházközség elszakadt a st. georgenitől, ahová addig tartozott. A községi önkormányzat 1851-ben alakult meg. 

## Lakosság
A Weißenkirchen im Attergau-i önkormányzat területén 2018 januárjában 964 fő élt. A lakosságszám 1869 óta 850-1100 között ingadozik. 2015-ben a helybeliek 97%-a volt osztrák állampolgár; a külföldiek közül 2,1% a régi (2004 előtti), 0,8% az új EU-tagállamokból érkezett. 2001-ben a lakosok 96,8%-a római katolikusnak, 1,4% evangélikusnak, 1,1% pedig felekezeten kívülinek vallotta magát. Ugyanekkor 3 magyar élt a községben. 

## Látnivalók
- A Szt. Margit-plébániatemplom első említése 1299-ből származik.
- az 1716-1942 között működő freudenthali üveggyár teteje 1942 kemény telén beszakadt és a gazdasági nehézségekkel küzdő üzem csődbe ment. Ma múzeum működik az épületben.
- az évente megrendezett Leonhardiritt (Leonhard-lovaglás) lovas és szekeres felvonulás.

## Fordítás
- Ez a szócikk részben vagy egészben  a   Weißenkirchen im Attergau című német Wikipédia-szócikk ezen változatának fordításán alapul.  Az eredeti cikk szerkesztőit annak laptörténete sorolja fel. Ez a jelzés csupán a megfogalmazás eredetét és a szerzői jogokat jelzi, nem szolgál a cikkben szereplő információk forrásmegjelöléseként.